# Golden Boy 2016
De Golden Boy 2016 was de 14e editie van de Golden Boy Award. Op 24 oktober 2016 werd de Portugees Renato Sanches uitgeroepen als winnaar. Sanches had dat jaar de overstap gemaakt van Benfica naar Bayern München en had dat jaar het EK 2016 gewonnen met Portugal. Onder andere Leon Bailey (KRC Genk), Riechedly Bazoer (Ajax), Nathan (Vitesse), Jaïro Riedewald (Ajax) en Youri Tielemans (RSC Anderlecht) stonden op de shortlist van 40 namen.

## Uitslag
| Nr.    | Winnaar              | Club                     | Ptn    |
| Top-10 | Top-10               | Top-10                   | Top-10 |
| ------ | -------------------- | ------------------------ | ------ |
| 1.     | Renato Sanches       | Bayern München           |        |
| 2.     | Marcus Rashford      | Manchester United        |        |
| 3.     | Kingsley Coman       | Bayern München           |        |
| 4.     | Dele Alli            | Tottenham Hotspur        |        |
| 5.     | Ousmane Dembélé      | Borussia Dortmund        |        |
| 6.     | Gianluigi Donnarumma | AC Milan                 |        |
| 7.     | Leroy Sané           | Manchester City          |        |
| 8.     | Marco Asensio        | Real Madrid              |        |
| 9.     | Mahmoud Dahoud       | Borussia Mönchengladbach |        |
| 10.    | Kelechi Iheanacho    | Manchester City          |        |